# I Find You Very Attractive
"I Find You Very Attractive" è l'album di debutto del gruppo musicale jazz Touch and Go, pubblicato nel 1999 dall'etichetta discografica V2.
L'album è stato promosso dal singolo dal successo mondiale Would You...? e da altri due singoli, Straight to... Number One e So Hot.

## Tracce
CD (V2 1009882)
1. Straight to... Number One - 3:05 (David Lowe, James Lynch, Vanessa Lancaster)[2]
2. Big Beat - 3:12 (David Lowe, Steve Mellor)
3. Ecoutez, répétez - 4:37 (David Lowe)
4. Would You...? - 3:11 (David Lowe)
5. So Hot - 3:23 (Grant Buckerfield, David Lowe, James Lynch, Vanessa Lancaster)
6. Mein Freund Harvey (Sugar Daddy) - 4:38 (David Lowe)
7. Tango in Harlem - 3:58 (David Lowe, Julia Fischer)
8. Are You Talking About Me? - 3:57 (David Lowe, Julia Fischer)
9. Life's a Beach - 4:18 (David Lowe, James Lynch)
10. Thanks for Coming - 3:42 (David Lowe, Vo Fletcher)
11. Would You...? (Trailermen Go To Rio Edit) - 3:16
12. Straight to... Number One (Dreamcatcher's Mix) - 3:37